# 金家庄街道
金家庄街道，是中华人民共和国安徽省马鞍山市花山区下辖的一个乡镇级行政单位。

## 行政区划
金家庄街道下辖以下地区：
新风社区、杨家山社区、彭山社区、矿内社区和杨桥社区。